# Chiesa del Carmine Vecchio
La chiesa del Carmine Vecchio o anche chiamata chiesa del Carmine è una chiesa di Foggia.
La chiesa venne costruita nel 1648 da devoti muratori a seguito di un'epidemia di colera, ha una facciata barocca tipica del seicento.
Nel 1740 fu ampliata e fu costruita una sacrestia e un oratorio per la Confraternita, costituitasi nel 1702. Danneggiata dal terremoto, fu riparata e ristrutturata.
Sul portale d'ingresso (in brecciato rosso) è presente una ceramica policroma della Madonna. L'interno è a navata unica absidale. Tre altari marmorei e ricche decorazioni a stucco completano l'arredo.
Sull'altare maggiore di questa chiesa vi è una statua della Vergine Maria, che ha in braccio Gesù Bambino, che a sua volta con la mano sinistra regge il globo. La statua, come la facciata della chiesa, richiama sicuramente il barocco del seicento. In onore a questa Madonna, la Madonna del Carmine, vi sono dei festeggiamenti a luglio.